# 耀櫛咽麗魚
耀櫛咽麗魚（学名：Ctenopharynx nitidus）為輻鰭魚綱鱸形目隆頭魚亞目慈鯛科的其中一種，分布於非洲馬拉威湖流域，棲息深度2-65公尺，體長可達13.9公分，棲息在沙泥底質水域，成群活動，以浮游生物為食，生活習性不明，可做為觀賞魚。